# José María González de Mendoza
José María González de Mendoza y Rodríguez (Sevilla, 23 de junio de 1893-Ciudad de México, 10 de abril de 1967) fue un escritor, traductor, diplomático y académico de origen español, nacionalizado mexicano. Se especializó en la literatura prehispánica, en la literatura española del Siglo de Oro,  en la literatura mexicana y realizó ensayos sobre autores franceses como Jean-Jacques Rousseau y Guillaume Apollinaire.  

## Estudios
Fue hijo de Francisco de Paula Mendoza y Domínguez, y de Modesta Rodríguez Romero. Realizó sus primeros estudios en el Colegio de Jesuitas de Málaga, en el Colegio de San Pablo en Jerez de la Frontera, en el Colegio de Maristas de Jerez. Sus estudios intermedios los realizó en el Colegio de Salesianos de Utrera y  en el Instituto de Segunda Enseñanza de Mahón.  De 1907 a 1908 realizó estudios de matemáticas con la intención de ingresar a la Academia Militar de Artillería. Sin embargo en 1909,  con la intención de viajar a México al año siguiente, realizó estudios de teneduría y contabilidad mercantil.

## Contador y primeras publicaciones
Conforme a sus planes, radicó en México a partir de 1910, año en el que dio inicio la Revolución mexicana. Se reunió con sus familiares en México, durante más de diez años trabajó como contador en empresas mercantiles llegando a ser socio de un negocio dedicado a la importación y exportación.  Paralelamente comenzó a publicar poemas y narraciones en las revistas Alma Bohemia, Mefistófeles, y Álbum Salón.

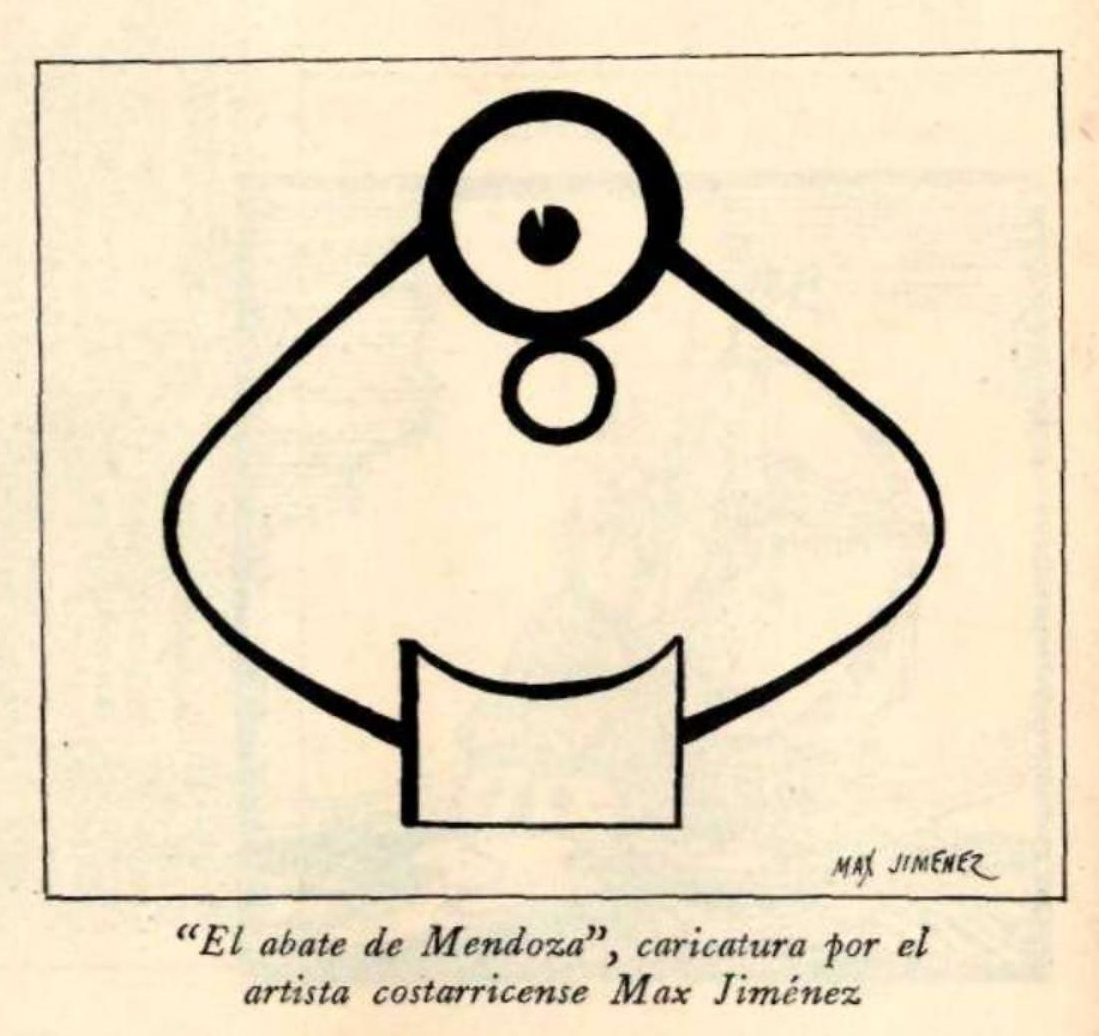
Caricaturizado por Max Jiménez

En 1923, viajó a Francia para continuar sus estudios universitarios en la École des Hautes Études, en el Collège de France y en la Escuela del Louvre. Durante su estancia en Francia, fue corresponsal del periódico mexicano El Universal Ilustrado.

## Diplomático
Regresó a México en 1928, a partir de entonces, trabajó en el servicio diplomático mexicano. Fue canciller de México en París y de la embajada de México en París. De esta forma, pudo relacionarse con escritores famosos. De vuelta en México en 1932, fue secretario particular del secretario de Hacienda y jefe de sección en el Departamento Diplomático de la Secretaría de Relaciones Exteriores. Se le nombró delegado de diversas comisiones especiales para representar a México en París y Bruselas. Posteriormente, fue canciller en Bélgica, Portugal y Cuba. En este último lugar, contrajo nupcias con Concepción Freyre de Andrade, el 3 de mayo de 1941.
De 1941 a 1946 fue secretario particular del secretario de Agricultura y Fomento. Durante esta época publicó ensayos y artículos en la Revista de Revistas. Se reintegró a la Secretaría de Relaciones Exteriores en 1946 como agregado y jefe de departamento. Colaboró para las publicaciones Jueves de Excélsior, El Universal y Nuevo Mundo, fue director de la revista México de hoy de 1948 a 1954. 
En 1954, viajó a Francia como parte del cuerpo diplomático de la embajada. Llegó a ser encargado de negocios de 1958 a 1959 y se jubiló del servicio en 1960.

## Académico
Fue miembro de número de la Academia Nacional de Historia y Geografía desde 1946. Fue miembro del PEN Club mexicano. En 1950, fue nombrado miembro correspondiente de la Academia Mexicana de la Lengua, dos años más tarde fue nombrado miembro de número,  tomó posesión de la silla XXV el 3 de julio de 1953. Fue el 6° censor de la institución a partir de 1965.  En 1951 —año en el que se formó la Asociación de Academias de la Lengua Española—, fue secretario adjunto del Primer Congreso Ordinario de Academias de la Lengua Española. En 1952, fue nombrado miembro correspondiente de la Real Academia Española. Murió en la Ciudad de México, el 10 de abril de 1967.

## Premios y distinciones
- Primer premio en el Certamen del Cuarto Centenario del nacimiento de Cervantes, realizado por la Academia Mexicana de la Lengua en 1947.
- Palmas Académicas de la Academia Nacional de Historia y Geografía.
- Medalla de la Secretaría de Relaciones Exteriores en reconocimiento a veinticinco años de trabajo en el cuerpo diplomático mexicano.
- Gran Oficial de Orden de Vasco Núñez de Balboa, otorgado por el gobierno de Panamá.
- Oficial de la Legión de Honor, otogrado por el gobierno de la República Francesa.

## Obras publicadas
Para la traducción de obras, colaboró estrechamente con el escritor guatemalteco Miguel Ángel Asturias. Para sus publicaciones en periódicos y revistas utilizó varios seudónimos, uno de ellos fue «El Abate de Mendoza». Escribió más de 2500 artículos y ensayos, así como prólogos de varios libros. Entre sus títulos se encuentran:
- La luna en el agua, 1925.
- Libro del Consejo (Popol Vuh) de los indios quichés, traducción de la versión francesa en 1927.
- Anales de los Xahil, traducción en 1928.
- La pintura de Ángel Zárraga, 1941.
- Algunos pintores del Salón de Otoño, 1942.
- Los temas mexicanos en la obra de Alfonso Reyes, 1945.
- Biógrafos de Cervantes y críticos del "Quijote", 1955.
- Carlos Luquín, escritor y crítico, 1963.